# تاکاهیرو کاوامورا
تاکاهیرو کاوامورا (انگلیسی: Takahiro Kawamura؛ زادهٔ ۴ اکتبر ۱۹۷۹) بازیکن فوتبال اهل ژاپن است.
از باشگاه‌هایی که در آن بازی کرده‌است می‌توان به باشگاه فوتبال جوبیلو ایواتا، باشگاه فوتبال ریور پلاته، باشگاه فوتبال سرزو اوساکا، باشگاه فوتبال کاوازاکی فرونتال، و باشگاه فوتبال توکیو وردی اشاره کرد.